# Seven de Escocia 2007
El Seven de Escocia de 2007 fue la primera edición del torneo escocés de rugby 7, fue el octavo y último torneo de la temporada 2006-07 de la Serie Mundial Masculina de Rugby 7.
Se disputó en la instalaciones del Murrayfield Stadium de Edimburgo.

## Fase de grupos

### Grupo A
| Equipo    | Encuentros | Encuentros | Encuentros | Encuentros | Tantos  | Tantos    | Puntos |
| Equipo    | jugados    | ganados    | empatados  | perdidos   | a favor | en contra | Puntos |
| --------- | ---------- | ---------- | ---------- | ---------- | ------- | --------- | ------ |
| Fiyi      | 3          | 3          | 0          | 0          | 91      | 12        | 9      |
| Kenia     | 3          | 2          | 0          | 1          | 39      | 50        | 7      |
| Australia | 3          | 1          | 0          | 2          | 45      | 51        | 5      |
| Portugal  | 3          | 0          | 0          | 3          | 17      | 79        | 3      |

Nota: Se otorgan 3 puntos al equipo que gane un partido, 2 al que empate y 1 al que pierda

### Grupo B
| Equipo  | Encuentros | Encuentros | Encuentros | Encuentros | Tantos  | Tantos    | Puntos |
| Equipo  | jugados    | ganados    | empatados  | perdidos   | a favor | en contra | Puntos |
| ------- | ---------- | ---------- | ---------- | ---------- | ------- | --------- | ------ |
| Samoa   | 3          | 3          | 0          | 0          | 83      | 26        | 9      |
| Gales   | 3          | 2          | 0          | 1          | 85      | 33        | 7      |
| Italia  | 3          | 1          | 0          | 2          | 19      | 79        | 5      |
| Francia | 3          | 0          | 0          | 3          | 24      | 73        | 3      |

### Grupo C
| Equipo    | Encuentros | Encuentros | Encuentros | Encuentros | Tantos  | Tantos    | Puntos |
| Equipo    | jugados    | ganados    | empatados  | perdidos   | a favor | en contra | Puntos |
| --------- | ---------- | ---------- | ---------- | ---------- | ------- | --------- | ------ |
| Escocia   | 3          | 3          | 0          | 0          | 74      | 27        | 9      |
| Sudáfrica | 3          | 2          | 0          | 1          | 94      | 41        | 7      |
| Rusia     | 3          | 1          | 0          | 2          | 24      | 81        | 5      |
| Canadá    | 3          | 0          | 0          | 3          | 34      | 77        | 3      |

### Grupo D
| Equipo        | Encuentros | Encuentros | Encuentros | Encuentros | Tantos  | Tantos    | Puntos |
| Equipo        | jugados    | ganados    | empatados  | perdidos   | a favor | en contra | Puntos |
| ------------- | ---------- | ---------- | ---------- | ---------- | ------- | --------- | ------ |
| Nueva Zelanda | 3          | 3          | 0          | 0          | 114     | 14        | 9      |
| Argentina     | 3          | 2          | 0          | 1          | 57      | 52        | 7      |
| Inglaterra    | 3          | 1          | 0          | 2          | 38      | 57        | 5      |
| Georgia       | 3          | 0          | 0          | 3          | 12      | 98        | 3      |

## Fase Final

### Cuartos de final
| 3 de junio | Fiyi | 14 - 21 | Gales |  |  |

| 3 de junio | Nueva Zelanda | 19 - 12 | Sudáfrica |  |  |

| 3 de junio | Escocia | 10 - 22 | Argentina |  |  |

| 3 de junio | Samoa | 14 - 12 | Kenia |  |  |

### Semifinal
| 3 de junio | Gales | 0 - 28 | Nueva Zelanda |  |  |

| 3 de junio | Argentina | 14 - 24 | Samoa |  |  |

### Final
| 3 de junio | Nueva Zelanda | 34 - 5 | Samoa |  |  |

| Bandera de Nueva Zelanda |
| Campeón Nueva Zelanda    |
| 3º título del circuito   |